# Clase Baptista de Andrade
La clase Baptista de Andrade es una clase compuesta por cuatro corbetas construidas para la Marina Portuguesa para prestar servicios en las colonias portuguesas en África por Bazán en España en los años 70 según diseño portugués del ingeniero Rogério d'Oliveira. Son una versión actualizada de la clase João Coutinho con armamento y sensores más modernos. Los cuatro buques, iban a ser vendidos a la Armada Colombiana tras la retirada de Portugal de sus colonias en 1977, pero la venta no llegó a completarse.
Desde el momento de su construcción, resultaron buques bastante limitados en sus capacidades, tanto desde el punto de vista de sus sensores y desplazamiento, como por su armamento, carente de misiles. Uno de los buques, el Afonso Cerqueira, fue dado de baja en 1994, los otros tres, continúan prestando servicio como patrulleros de altura hasta que sean reemplazados por los patrulleros de clase  Viana do Castelo.

## Buques
| Numeral | Nombre                  | Botada          | Asignada          | Estado actual        |
| ------- | ----------------------- | --------------- | ----------------- | -------------------- |
| F486    | NRP Baptista de Andrade | marzo de 1973   | noviembre de 1974 | Dada de baja         |
| F487    | NRP João Roby           | junio de 1973   | marzo de 1975     | En servicio          |
| F488    | NRP Afonso Cerqueira    | octubre de 1973 | junio de 1975     | Dada de baja         |
| F489    | NRP Oliveira e Carmo    | febrero de 1974 | febrero de 1976   | Dada de baja en 1994 |